# George Smith (atleta)
George Smith (Kirkdale, Merseyside, 1876 – Liverpool, 14 de gener de 1915) va ser un esportista anglès que va competir a primers del segle xx.
El 1908 va prendre part en els Jocs Olímpics de Londres, on guanyà la medalla de plata en la prova del joc d'estirar la corda formant part de l'equip Liverpool Police.